# Jeroni Martorell
Jeroni Martorell Terrats (Barcelona, 1876 - Barcelona, 1951) fue un arquitecto español. Su labor como restaurador de monumentos y defensor del patrimonio monumental ha sido considerada como fundamental, tanto para Cataluña como para el conjunto de España.

## Biografía
Nació en Barcelona en 1876. Su familia paterna era oriunda de Calella (Barcelona). Obtuvo el título de arquitecto en 1903 en la Escuela de Barcelona. Entre los profesores que marcarían su formación cabe destacar Elías Rogent, Joan Torras, Augusto Font Carreras y Josep Rovira Rabassa, Lluís Domènech i Montaner, José Vilaseca y Josep Puig i Cadafalch. Durante los primeros años de ejercicio profesional hizo obras de nueva planta de gran interés en lenguaje modernista.
Desarrolló el interés por la arquitectura mediante el Centro Excursionista de Cataluña, donde el 1904 impulsa la creación de la Sección de Arquitectura. Durante los primeros años de su actividad arquitectónica realizó una serie de edificios modernistas donde aplicó, en el aspecto estructural, sus conocimientos del hierro y de la bóveda catalana y, en el aspecto formal, elementos historicistas combinados con otros de inspiración sezessionista.
Ganó el concurso convocado por la plaza de director del Servicio de Conservación de Monumentos, después de presentar una documentada memoria, "Conservación de Monumentos", firmada el mes de julio de 1914. Este cargo lo ejerció desde 1915 hasta 1951. Desde 1929 fue arquitecto conservador de monumentos del Ministerio de Instrucción Pública.

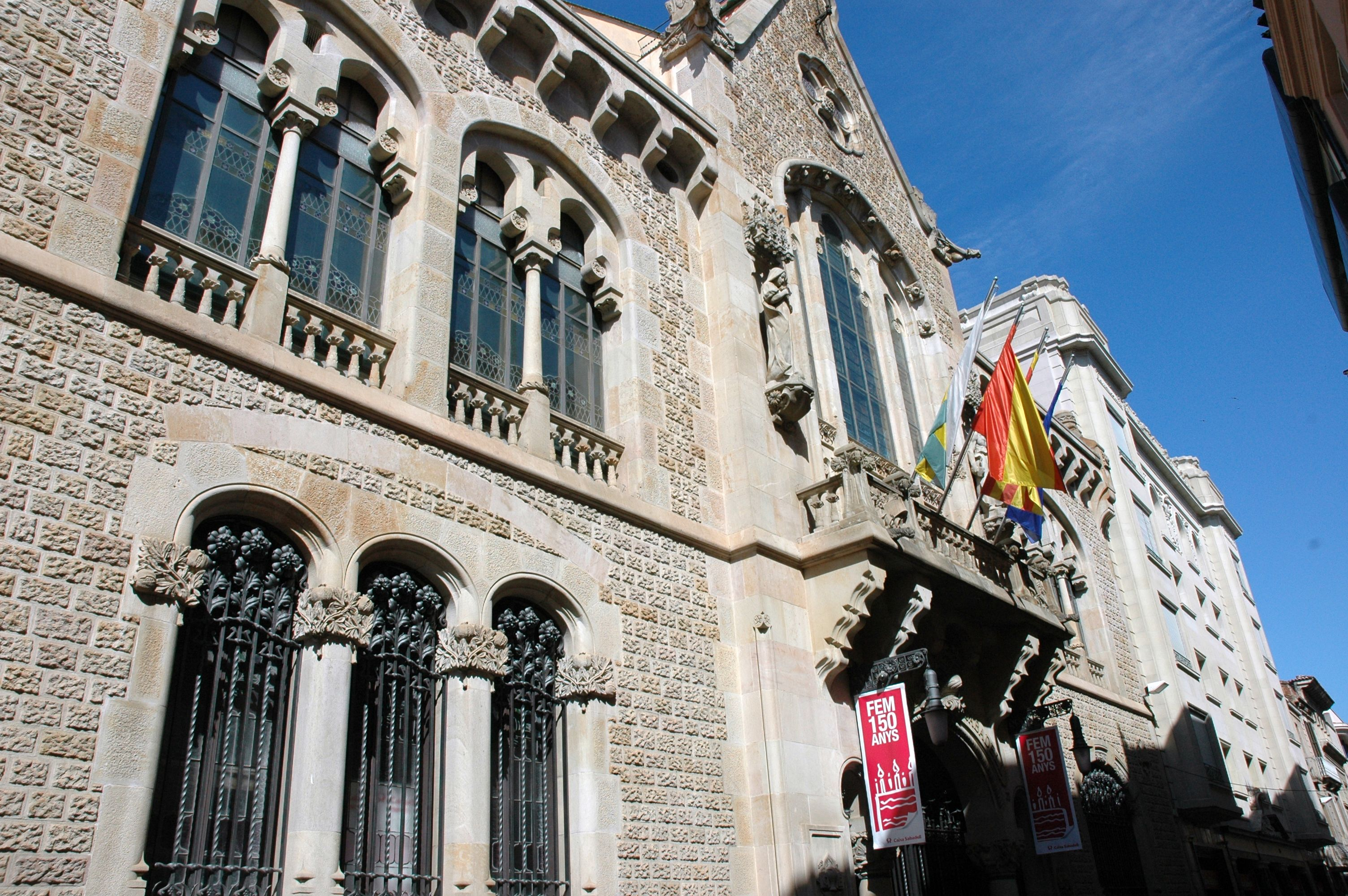
Sede central de la Caja de Ahorros de Sabadell, en la calle Gràcia, 17.

Participó en la restauración de monumentos como la Casa de los Canónigos y la Casa de los veleros, en Barcelona. Intervino en los monasterios de Poblet, San Cugat del Vallés y San Pedro de Rodas, en el Portal de Centellas, en el puente romano de Martorell, en el Conjunto monumental de las iglesias de San Pedro de Tarrasa y en la muralla de Montblanch.

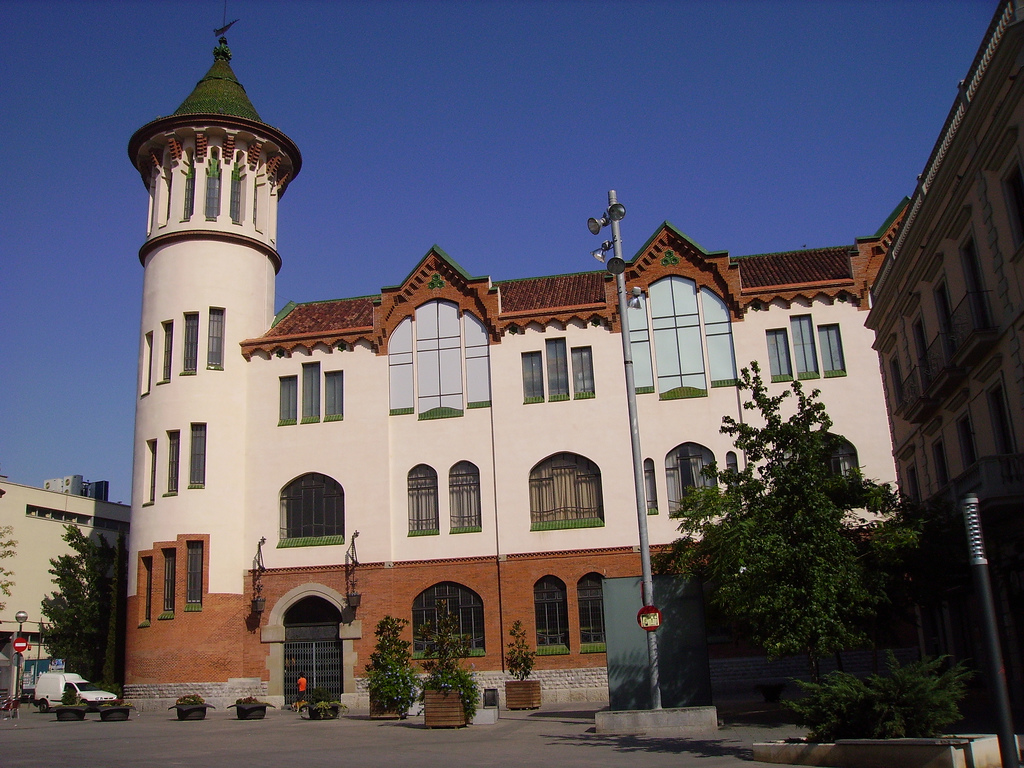
Antigua Escuela Industrial de Artes y Oficios, actual sede de la Obra Social Caja de Ahorros de Sabadell.

Entre las obras de nueva planta, destaca la Casa Blanxart de Granollers en la calle Torras i Bages, 7 (1904) así como el edificio de la Caja de Ahorros de Sabadell (1905-1915), la bodega de la Cooperativa Alella Vinícola (1906) en Alella, y la Escuela Industrial de Artes y Oficios (1907-1910) también en Sabadell, que pertenecen a su periodo modernista.
Fue colaborador de La Veu de Catalunya,Viejo y Nuevo (1915-1921) y la revista Catalunya, desde donde difundió las teorías de la Sezession.
Escribió varias obras técnicas:
- Inventario gráfico de Cataluña (1909)
- Estructuras en ladrillo y hierro atirantadas en la arquitectura catalana(1910)
- El castillo de la Geltrú (1919)
- Paseo arqueológico de la Falsa Braga en Tarragona (1933)
- El urbanismo en relación a los monumentos arqueológicos, ponencia que presentó el II Congreso de Arquitectos de Lengua Catalana (1935).

## Fondo personal
Una parte del fondo personal de Jeroni Martorell i Terrats se conserva en el Archivo Histórico de la Ciudad de Barcelona y está integrado, principalmente, por documentos vinculados a la conservación de monumentos, proyectos, dibujos y correspondencia diversa.